# Phasmidiasta lia
Phasmidiasta lia är en stekelart som beskrevs av Robert A.Wharton 1980. Phasmidiasta lia ingår i släktet Phasmidiasta och familjen bracksteklar. Inga underarter finns listade i Catalogue of Life.